# Tadeusz Kusy
Tadeusz Zbigniew Kusy OFM (ur. 2 grudnia 1951 w Cieszynie, zm. 31 marca 2024 w Kaga-Bandoro) – polski duchowny katolicki, franciszkanin, od 2015 do 2024 biskup diecezji Kaga-Bandoro w Republice Środkowoafrykańskiej, a wcześniej biskup koadiutor.

## Życiorys
Ojciec Tadeusz Kusy urodził się w Cieszynie w rodzinie Józefa i Marii z domu Pindur 2 grudnia 1951. Jego rodzinną parafią była parafia Opatrzności Bożej w Cieszynie. Do Zakonu Braci Mniejszych wstąpił w Prowincji Wniebowzięcia NMP w Katowicach, przyjmując w czasie obłóczyn imię zakonne Zbigniew 31 sierpnia 1969. Pierwszą profesję zakonną złożył 30 sierpnia 1970. W okresie studiów filozoficzno-teologicznych w Wyższym Seminarium Duchownym Braci Mniejszych w Katowicach na stałe związał się z zakonem poprzez śluby wieczyste 26 sierpnia 1974. Święcenia kapłańskie przyjął 15 kwietnia 1976 w katedrze katowickiej z rąk biskupa Herberta Bednorza.
Po dwuletniej pracy w duszpasterstwie parafialnym w Katowicach Panewnikach o. Tadeusz wyjechał na misje do Zairu (lata 1979–1986). Pracował w parafii Kinkondia w diecezji Kamina na terenie prowincji Katanga. Od 1980 do 1986 był magistrem nowicjatu w Mbuji-Mayi i w Lukafu w diecezji Kilwa-Kasenga.
W latach 1986–1989 studiował w Instytucie Nauk i Teologii Religii (Paryski Instytut Katolicki). Po uzyskaniu tytułu licencjusza teologii wrócił do Afryki do Republiki Środkowoafrykańskiej. W latach 1990–2000 duszpasterzował w parafii św. Karola Lwangi w Obo w diecezji Bangassou. Następnie przez rok pracował w Rafai w tej samej diecezji. Od 2001 do 2014 był wychowawcą młodych braci w Bimbo w archidiecezji Bangui. W ramach posługi dla archidiecezji przewodniczył komisji życia konsekrowanego oraz wchodził w skład arcybiskupiego kolegium konsultorów.

## Episkopat
31 maja 2014 papież Franciszek mianował go biskupem koadiutorem diecezji Kaga-Bandoro. Sakry biskupiej udzielił mu 15 sierpnia 2014 abp Dieudonné Nzapalainga, współkonsekratorami byli biskupi Albert Vanbuel SDB oraz Stanislas Lukumwena Lumbala OFM. 27 września 2015 mianowany biskupem diecezjalnym.
We wrześniu 2016 diecezja Kaga-Bandoro ucierpiała na skutek ataków na ludność cywilną uzbrojonych rebeliantów muzułmańskich. Islamiści napadli m.in. na parafie w: Ndele, Ndomete, Kb. W październiku 2016 rebelianci Séléka zaatakowali obóz uchodźców w pobliżu domu biskupa w Kaga-Bandoro. Zginęło kilkunastu parafian, m.in. katechista katedry w Kaga-Bandoro. Po tych wydarzeniach bp Kusy wystosował oficjalny memoriał do prezydenta Faustina-Archange Touadéra z prośbą o ochronę ludności.
Zmarł wycieńczony malarią 31 marca 2024 roku w Kaga-Bandoro, o czym poinformowała archidiecezja katowicka. 23 kwietnia 2024 został pochowany w katedrze w Kaga-Bandoro.
Siostra bpa Kusego Zofia Kusy, uhonorowana w 2004 medalem Pro Ecclesia et Pontifice, jest misjonarką świecką w Teresina w Brazylii.